# Eugen Freiherr von Lotzbeck
Eugen Freiherr von Lotzbeck   (Múnic, 24 de febrer de 1882 - 22 de maig de 1942) va ser un genet alemany que va competir durant la dècada de 1920.
El 1928 va prendre part en els Jocs Olímpics d'Amsterdam, on va disputar dues proves del programa d'hípica. Va guanyar la medalla d'or en la prova de doma per equips, amb el cavall  Caracalla, mentre en la prova de doma individual fou onzè.